# Kidnapped (film, 1971)
Pour plus de détails, voir Fiche technique et Distribution.
Kidnapped est un film britannique réalisé par Delbert Mann, sorti en 1971.

## Synopsis
En Écosse, le jeune David Balfour se rend chez son oncle Ebenezer dans le but de prendre possession de son héritage. Mais il est enlevé et embarqué de force à bord d'un navire en partance pour les Carolines, le but étant de le vendre comme esclave. Un jour le bateau recueille un naufragé, Alan Breck. Ce dernier est un Highlander[pas clair] jacobite, rescapé de la bataille de Culloden, avec qui David se lie d'amitié. Après un naufrage, ils retournent en Écosse où ils échappent aux tuniques rouges.

## Fiche technique
- Titre original : Kidnapped
- Réalisation : Delbert Mann
- Scénario : Jack Pulman, d'après les romans Enlevé ! et Catriona de Robert Louis Stevenson
- Direction artistique : Alex Vetchinsky
- Décors : Arthur Taksen
- Costumes : Olga Lehmann
- Photographie : Paul Beeson
- Son : Danny Daniel, Ken Barker
- Montage : Peter Boita
- Musique : Roy Budd
- Production associée : Hugh Attwooll
- Production : Frederick H. Brogger, James Franciscus
- Société de production : Omnibus Productions
- Société de distribution : British Lion Film Corporation
- Pays d'origine :  Royaume-Uni
- Langue originale : anglais
- Format : couleur — 35 mm — 2,35:1 (Panavision) — son mono
- Genre : Film d'aventures
- Durée : 107 minutes
- Dates de sortie :
  - États-Unis : 22 décembre 1971
  - Royaume-Uni : 4 mai 1972

## Distribution
- Michael Caine : Alan Breck
- Lawrence Douglas : David Balfour
- Vivien Heilbron : Catriona Stewart
- Trevor Howard : Lord Grant
- Jack Hawkins : Capitaine Hoseason
- Donald Pleasence : Ebenezer Balfour
- Gordon Jackson : Charles Stewart
- Freddie Jones : Cluny Macpherson
- Jack Watson : James Stewart
- Peter Jeffrey : Riach
- Roger Booth : Duc de Cumberland
- Geoffrey Whitehead : Lieutenant Duncansby
- Andrew McCulloch : Andrew
- Claire Nielson : Barbara Grant
- John Hughes : Simon Campbell
- Terry Richards : Mungo Campbell

## Autour du film
- Le roman Enlevé ! a été la source de films de télévision et d'épisodes de séries télévisées, mais aussi d'autres films :
  - Kidnapped d'Alan Crosland, en 1917
  - Le Proscrit (Kidnapped) d'Alfred L. Werker, en 1938
  - Captif en mer (Kidnapped) de William Beaudine, en 1948
  - L'Enlèvement de David Balfour (Kidnapped) de Robert Stevenson, en 1960